# Joshua Kimmich
Pour les articles homonymes, voir Kimmich.
Joshua Kimmich (prononcé en allemand : [ˈjoːzu̯aː ˈkɪmɪç]), né le 8 février 1995 à Rottweil en Allemagne, est un footballeur international allemand qui évolue au poste de milieu de terrain ou de défenseur latéral au Bayern Munich.
Kimmich est formé au VfB Stuttgart mais ne joue aucun match officiel avec l'équipe sénior du club. Entre 2013 et 2015, le joueur continue sa progression au RB Leipzig avant d'être transféré au Bayern Munich. Au Bayern Munich, Kimmich joue en tant que défenseur droit et remporte son premier titre de champion d'Allemagne en 2016.
Kimmich est sélectionné à plusieurs reprises avec les différentes équipes de jeunes allemandes et obtient en 2014 le titre de champion d'Europe des moins de dix-neuf ans. Deux ans plus tard, en mai 2016, il honore sa première sélection avec l'équipe senior d'Allemagne puis il est sélectionné par Joachim Löw pour participer au Championnat d'Europe 2016.

## Carrière de footballeur

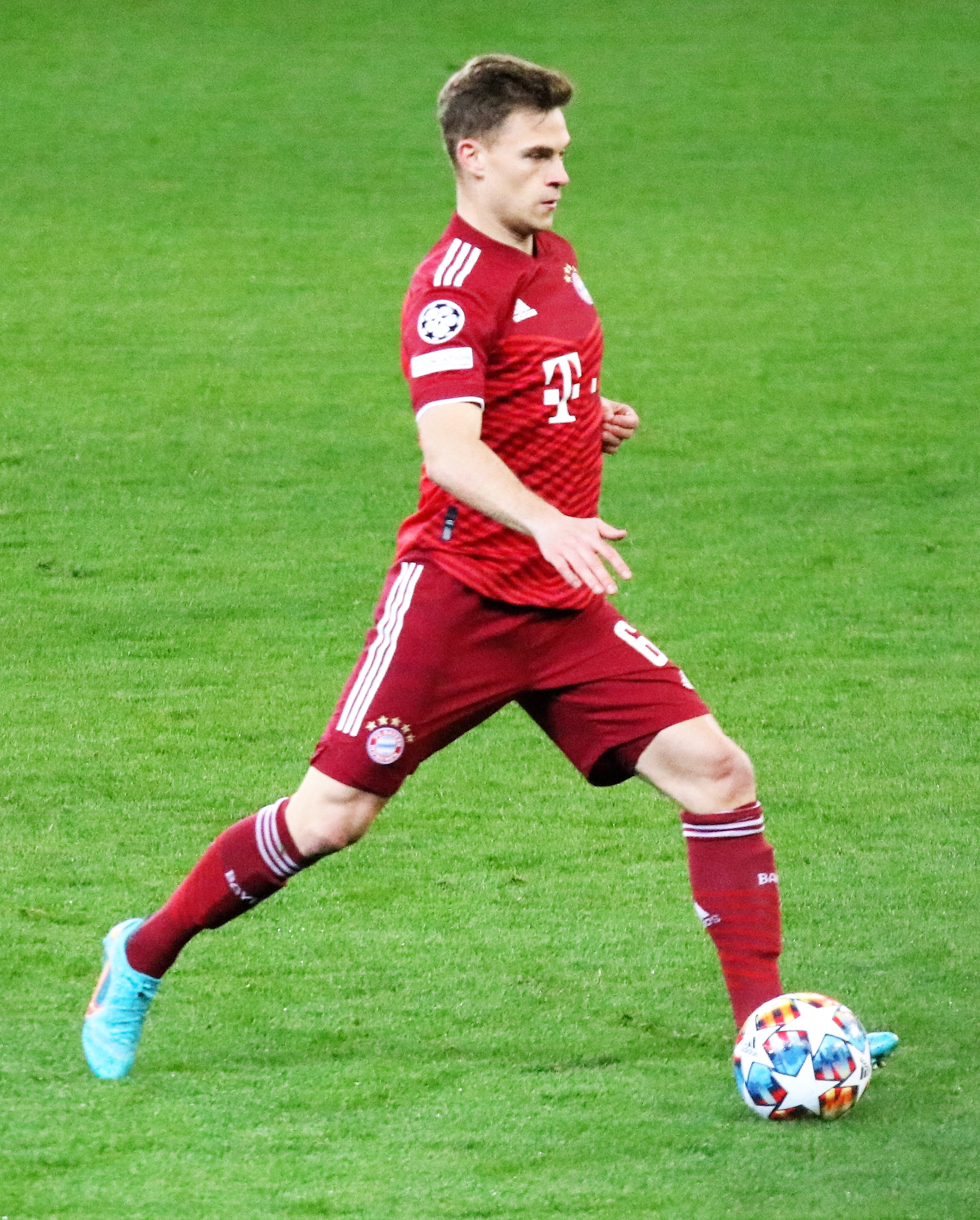
Joshua Kimmich en ligue des champions avec le Bayern Munich le 16 février 2022.

### Début de carrière
Joshua Kimmich se forme dans les équipes de jeunes du VfB Stuttgart avant de rejoindre le RB Leipzig en juillet 2013. Son club formateur inclut une option de rachat afin de rappeler à la fin de son contrat le récent lauréat de la médaille d'argent Fritz Walter des moins de dix-huit ans. Il fait ses débuts professionnels le 28 septembre 2013 en troisième division allemande, en remplaçant Thiago Rockenbach lors du match nul deux buts partout face au SpVgg Unterhaching. Kimmich marque son premier but professionnel lors de la victoire trois buts à deux contre 1. FC Saarbrücken le 30 novembre 2013,. Le RB Leipzig termine deuxième du championnat lors de cette saison 2013-2014 et est ainsi promu à l'échelon supérieur. Kimmich qui évolue dans une équipe composé de nombreux jeunes espoirs découvre la deuxième division lors de la saison 2014-2015.

### Bayern Munich
Le 2 janvier 2015, Kimmich accepte de rejoindre le Bayern Munich à l'été 2015 pour une durée de cinq ans et une indemnité de transfert de 8,5 millions d'euros,.
Le 9 août 2015, Kimmich fait ses débuts avec le Bayern Munich lors du premier tour de Coupe d'Allemagne face au FC Nöttingen (en). Il joue son premier match de championnat en entrant en jeu face au FC Augsbourg, le 12 septembre. Quatre jours plus tard, Kimmich joue son premier match de Ligue des champions de l'UEFA face à l'Olympiakos. Le 19 septembre, il est titularisé pour la première fois en championnat et joue l'intégralité du match remporté trois buts à zéro face au SV Darmstadt 98. Kimmich, qui compte quinze titularisations en championnat à la fin de la saison, est sacré champion d'Allemagne le 27 avril 2016. Le 21 mai, il est titularisé lors de la finale de coupe d'Allemagne face au BV 09 Borussia Dortmund. Malgré un tir au but raté de Kimmich, le Bayern Munich s'impose quatre tirs au but à trois face à son dauphin en championnat.
Le 13 septembre 2016 Kimmich inscrit ses deux premiers buts en Ligue des champions, mais aussi pour le club, lors de la victoire face au FK Rostov (5-0).
Le 9 mars 2018, Kimmich prolonge son contrat avec le Bayern jusqu'en juin 2023.
Joshua Kimmich remporte la Ligue des champions lors de l'édition 2019-2020. Il est titulaire au poste d'arrière droit lors de la finale remportée face au Paris Saint-Germain le 23 août 2020 (0-1). Il est d'ailleurs le passeur décisif pour Kingsley Coman.
Le 23 août 2021, le Bayern Munich annonce le prolongement de son contrat avec eux jusqu'en juin 2025. Indéboulonnable au milieu de terrain, Kimmich devient une référence à son poste et gagne titre sur titre.
Kimmich est durablement affecté par une infection à la covid19 à l'automne 2021 qui l'empêche longuement d'évoluer sous les couleurs bavaroises.
Pour la saison 2022-2023, il marque sur coup franc dès la première journée du championnat.
Lors de la saison 2023-2024, Kimmich reçoit son premier carton rouge de sa carrière le 28 octobre 2023 lors d'une victoire 8 à 0 face à SV Darmstadt 98. Le 17 avril 2024, Kimmich marque l'unique but d'une victoire 1-0 contre Arsenal, assurant une victoire 3-2 sur l'ensemble des deux matches en quarts de finale de la Ligue des Chamions, permettant au Bayern de se qualifier pour les demi-finales, atteignant ce stade pour la première fois depuis leur titre en 2019-20. Il finit la saison en tant que défenseur droit, sous les ordres de Thomas Tuchel.
Alors qu'il arrive en fin de contrat en juin 2025, Joshua Kimmich décide de prolonger avec le Bayern. La prolongation est officialisée le 13 mars 2025 et porte sur quatre ans, soit jusqu'en juin 2029.

### Carrière internationale
Joshua Kimmich commence sa carrière internationale avec l'équipe d'Allemagne des moins de 17 ans, jouant au total deux matchs, en novembre 2011.
Il compte un total de cinq sélections avec l'équipe d'Allemagne des moins de 18 ans, toutes obtenues en 2013.
Il remporte le championnat d'Europe des moins de 19 ans 2014 avec la sélection allemande.
En juin 2015, il est convoqué par Horst Hrubesch en équipe d'Allemagne espoirs pour disputer l'Euro espoirs 2015. Entouré de gros jeunes talents comme Marc-André ter Stegen, Emre Can ou encore Kevin Volland, Kimmich atteint les demi-finales, avant de subir une lourde défaite face au Portugal (0-5), la plus lourde de l'histoire de l'équipe.
Kimmich honore sa première sélection avec l'Allemagne le 29 mai 2016 face à la Slovaquie. En juin, retenu par Joachim Löw afin de participer au Championnat d'Europe de football en France, Kimmich commence la compétition en tant que remplaçant. Mais il est ensuite titularisé au poste d'arrière droit à la place de Benedikt Höwedes pour la rencontre face à l'Irlande du Nord. Après une prestation convaincante, il devient titulaire du poste pour le reste de la compétition. Ses prestations de qualité font de lui une révélation de la compétition et un possible successeur de Philipp Lahm dans la sélection allemande.
Le 4 septembre 2016, Kimmich inscrit son premier but avec la sélection d'Allemagne, face à la Norvège. Titulaire, il participe à la victoire de son équipe par trois buts à zéro,.
Il gagne la Coupe des confédérations le dimanche 2 juillet 2017. Il devient, lors de cette compétition, le plus jeune joueur allemand à avoir été capitaine de la Mannschaft après que son coéquipier, Julian Draxler, lui ait donné le brassard contre le Cameroun.
Kimmich est inclus dans la sélection finale de 23 joueurs de l'Allemagne pour la Coupe du monde 2018 le 4 juin 2018. Le 19 mai 2021, il est sélectionné pour le UEFA Euro 2020.
Le 4 juin 2022, Kimmich marque le but égalisateur de son équipe face à l'Italie lors d'une rencontre de Ligue des nations 2022-2023 (1-1 score final).
Le 10 novembre 2022, il est sélectionné par Hansi Flick pour participer à la Coupe du monde 2022. Le 16 mai 2024, il fait partie d'une liste provisoire de 27 joueurs sélectionnés par Julian Nagelsmann en vue de préparer l'Euro 2024, avant de se retrouver dans la liste définitive le 7 juin.
Début septembre 2024, Joshua Kimmich est nommé capitaine de l'équipe nationale d'Allemagne, par le sélectionneur Julian Nagelsmann. Kimmich dispute son 100ème match sous les couleurs de l'Allemagne face au Portugal (défaite 2-1 malgré une passe décisive pour Florian Wirtz) et devient le 14ème joueur de l'histoire à franchir ce palier.

### Prise de positions extra sportives
En mars 2020, en pleine pandémie de la Covid-19, il lance avec son coéquipier Leon Goretzka, une collecte de fonds afin de lutter contre la Covid-19. Cette initiative est rejointe par des personnalités telles que Hansi Flick, Mats Hummels, Kai Havertz, Alexandra Popp, Dennis Schröder, Felix Neureuther ou encore Felix Jaehn.
Après l'affaire George Floyd qui s'est déroulée fin mai 2020, il est l'un des rares joueurs d'origine non africaine à prendre position en estimant qu'il faut lutter contre les violences policières par un rapprochement des joueurs blancs envers les joueurs noirs et estime que le racisme n'a pas sa place dans le football .
Kimmich était opposé à la vaccination contre la Covid-19 au point d'être devenu une figure des mouvements anti vaccination en Allemagne. Il change sa position après avoir été infecté par une forme grave de la Covid-19 qui l'a écarté pendant plus de deux mois des terrains. Celui-ci ayant notamment connu des difficultés respiratoires . Il ne s'oppose plus à la vaccination et s'est même fait vacciner contre le Covid-19 .

## Statistiques

### Statistiques détaillées
| Saison                | Club                  | Championnat           | Championnat | Championnat | Championnat | Coupe(s) nationale(s) | Coupe(s) nationale(s) | Coupe(s) nationale(s) | Supercoupe | Supercoupe | Supercoupe | Compétition(s) continentale(s) | Compétition(s) continentale(s) | Compétition(s) continentale(s) | Compétition(s) continentale(s) | Supercoupe de l'UEFA | Supercoupe de l'UEFA | Supercoupe de l'UEFA | Coupe du monde des clubs | Coupe du monde des clubs | Coupe du monde des clubs | Allemagne | Allemagne | Allemagne | Total | Total | Total |
| Saison                | Club                  | Division              | M.          | B.          | P.d.        | M.                    | B.                    | P.d.                  | M.         | B.         | P.d.       | Comp.                          | M.                             | B.                             | P.d.                           | M.                   | B.                   | P.d.                 | M.                       | B.                       | P.d.                     | M.        | B.        | P.d.      | M.    | B.    | P.d.  |
| 2013-2014             | RB Leipzig            | 3. Liga               | 26          | 1           | 1           | -                     | -                     | -                     | -          | -          | -          | -                              | -                              | -                              | -                              | -                    | -                    | -                    | -                        | -                        | -                        | -         | -         | -         | 26    | 1     | 1     |
| 2014-2015             | RB Leipzig            | 2. Bundesliga         | 27          | 2           | 1           | 2                     | 0                     | 0                     | -          | -          | -          | -                              | -                              | -                              | -                              | -                    | -                    | -                    | -                        | -                        | -                        | -         | -         | -         | 29    | 2     | 1     |
| Sous-total            | Sous-total            | Sous-total            | 53          | 3           | 2           | 2                     | 0                     | 0                     | -          | -          | -          | -                              | -                              | -                              | -                              | -                    | -                    | -                    | -                        | -                        | -                        | -         | -         | -         | 55    | 3     | 2     |
| 2015-2016             | Bayern Munich         | Bundesliga            | 23          | 0           | 2           | 4                     | 0                     | 0                     | 0          | 0          | 0          | C1                             | 9                              | 0                              | 0                              | -                    | -                    | -                    | -                        | -                        | -                        | 5         | 0         | 0         | 41    | 0     | 2     |
| 2016-2017             | Bayern Munich         | Bundesliga            | 27          | 6           | 1           | 4                     | 0                     | 1                     | 1          | 0          | 0          | C1                             | 8                              | 3                              | 0                              | -                    | -                    | -                    | -                        | -                        | -                        | 15        | 2         | 8         | 55    | 11    | 10    |
| 2017-2018             | Bayern Munich         | Bundesliga            | 29          | 1           | 10          | 6                     | 1                     | 1                     | 1          | 0          | 1          | C1                             | 11                             | 4                              | 3                              | -                    | -                    | -                    | -                        | -                        | -                        | 12        | 1         | 3         | 59    | 7     | 18    |
| 2018-2019             | Bayern Munich         | Bundesliga            | 34          | 2           | 13          | 6                     | 0                     | 2                     | 1          | 0          | 1          | C1                             | 7                              | 0                              | 2                              | -                    | -                    | -                    | -                        | -                        | -                        | 10        | 0         | 2         | 58    | 2     | 20    |
| 2019-2020             | Bayern Munich         | Bundesliga            | 33          | 4           | 7           | 6                     | 1                     | 4                     | 1          | 0          | 0          | C1                             | 11                             | 2                              | 4                              | -                    | -                    | -                    | -                        | -                        | -                        | 6         | 0         | 0         | 57    | 7     | 15    |
| 2020-2021             | Bayern Munich         | Bundesliga            | 27          | 4           | 10          | 1                     | 0                     | 0                     | 1          | 1          | 0          | C1                             | 7                              | 1                              | 4                              | 1                    | 0                    | 1                    | 2                        | 0                        | 0                        | 11        | 0         | 1         | 50    | 6     | 16    |
| 2021-2022             | Bayern Munich         | Bundesliga            | 28          | 3           | 11          | 2                     | 0                     | 0                     | 1          | 0          | 0          | C1                             | 8                              | 0                              | 0                              | -                    | -                    | -                    | -                        | -                        | -                        | 9         | 2         | 2         | 48    | 5     | 13    |
| 2022-2023             | Bayern Munich         | Bundesliga            | 33          | 5           | 6           | 4                     | 1                     | 2                     | 1          | 0          | 0          | C1                             | 9                              | 1                              | 3                              | -                    | -                    | -                    | -                        | -                        | -                        | 11        | 1         | 0         | 58    | 8     | 11    |
| 2023-2024             | Bayern Munich         | Bundesliga            | 28          | 1           | 6           | 2                     | 0                     | 1                     | 1          | 0          | 0          | C1                             | 12                             | 1                              | 1                              | -                    | -                    | -                    | -                        | -                        | -                        | 12        | 0         | 1         | 55    | 2     | 9     |
| 2024-2025             | Bayern Munich         | Bundesliga            | 33          | 3           | 6           | 3                     | 0                     | 1                     | -          | -          | -          | C1                             | 14                             | 0                              | 4                              | -                    | -                    | -                    | 5                        | 0                        | 1                        | 10        | 2         | 6         | 65    | 5     | 18    |
| 2025-2026             | Bayern Munich         | Bundesliga            | 0           | 0           | 0           | 0                     | 0                     | 0                     | 1          | 0          | 0          | C1                             | 0                              | 0                              | 0                              | -                    | -                    | -                    | -                        | -                        | -                        | 0         | 0         | 0         | 1     | 0     | 0     |
| Sous-total            | Sous-total            | Sous-total            | 296         | 29          | 73          | 38                    | 3                     | 11                    | 9          | 1          | 2          | -                              | 96                             | 12                             | 23                             | 1                    | 0                    | 1                    | 7                        | 0                        | 0                        | 101       | 8         | 23        | 548   | 53    | 133   |
| Total sur la carrière | Total sur la carrière | Total sur la carrière | 348         | 32          | 75          | 40                    | 3                     | 11                    | 9          | 1          | 2          | -                              | 96                             | 12                             | 23                             | 1                    | 0                    | 1                    | 7                        | 0                        | 0                        | 101       | 8         | 23        | 602   | 56    | 135   |

### Buts internationaux
| Buts internationaux de Joshua Kimmich | Buts internationaux de Joshua Kimmich | Buts internationaux de Joshua Kimmich | Buts internationaux de Joshua Kimmich     | Buts internationaux de Joshua Kimmich | Buts internationaux de Joshua Kimmich | Buts internationaux de Joshua Kimmich | Buts internationaux de Joshua Kimmich |
| 0                                     | Sélection                             | Date                                  | Lieu                                      | Adversaire                            | Score                                 | Résultats                             | Compétitions                          |
| ------------------------------------- | ------------------------------------- | ------------------------------------- | ----------------------------------------- | ------------------------------------- | ------------------------------------- | ------------------------------------- | ------------------------------------- |
| 1                                     | 7                                     | 4 septembre 2016                      | Ullevaal Stadion, Oslo, Norvège           | Norvège                               | 0-2                                   | 0-3                                   | Éliminatoires Coupe du monde 2018     |
| 2                                     | 14                                    | 6 juin 2017                           | Brøndby Stadion, Brøndbyvester, Danemark  | Danemark                              | 1-1                                   | 1-1                                   | Match amical                          |
| 3                                     | 23                                    | 5 octobre 2017                        | Windsor Park, Belfast, Irlande du Nord    | Irlande du Nord                       | 0-3                                   | 1-3                                   | Éliminatoires Coupe du monde 2018     |
| 4                                     | 65                                    | 4 juin 2022                           | Stade Renato-Dall'Ara, Bologne, Italie    | Italie                                | 1-1                                   | 1-1                                   | Ligue des nations 2022-2023           |
| 5                                     | 68                                    | 14 juin 2022                          | Borussia-Park, Mönchengladbach, Allemagne | Italie                                | 1-0                                   | 5-2                                   | Ligue des nations 2022-2023           |
| 6                                     | 77                                    | 12 juin 2023                          | Weserstadion, Brême Allemagne             | Ukraine                               | 3-3                                   | 3-3                                   | Match amical                          |

## Palmarès

### En sélection (2)
- Vainqueur du championnat d'Europe des moins de 19 ans 2014
- Vainqueur de la Coupe des confédérations 2017
- 4ème place lors de la Ligue des Nations en 2025

### En club (22 titres)
Bayern Munich
- Champion d'Allemagne en 2016, 2017, 2018, 2019, 2020, 2021, 2022, 2023 et 2025
- Vainqueur de la Coupe d'Allemagne en 2016, 2019 et 2020
- Vainqueur de la Supercoupe d'Allemagne en 2016, 2017, 2018, 2020, 2021, 2022 et 2025
- Vainqueur de la Ligue des champions en 2020
- Vainqueur de la Supercoupe de l'UEFA en 2020
- Vainqueur de la Coupe du monde des clubs de la FIFA en 2020

### Distinctions individuelles
- Membre de l'équipe-type de l'Euro 2016[42]

- Membre de l'équipe-type de la Bundesliga en 2017–18, 2018–19, 2019–20[43], 2020–21[44], 2021–22

- Médaille Fritz Walter: Argent dans la catégorie -18 ans en 2013, Bronze dans la catégorie -19 ans en 2014

- Membre de l'équipe-type de la Ligue des champions de l'UEFA en 2018 et 2020[45]

- Membre de l'équipe-type de l'année UEFA en 2020

- Membre de l'équipe-type de la FIFA FIFPro World11 en 2020[46]

- Meilleur défenseur de l'année UEFA en 2020[42]

- Plus beau but du mois en Bundesliga : Mai 2020, septembre 2020[47], décembre 2024[48]
- 25e au Ballon d'or 2022[49]

- Co-meilleur passeur de la Ligue des nations 2024-2025[45]